# Amselflue
Die Amselflue ist ein 2781 m ü. M. hoher Berg in den Plessur-Alpen in dem Schweizer Kanton Graubünden. Er liegt südlich des Passübergangs Maienfelder Furgga in der südöstlichen Gipfelreihe der Strelakette zwischen Arosa und Davos Glaris. Nachbargipfel sind die Tiejer Flue, das Furggahorn, das Schiesshorn und das Valbellahorn. Auf dem Gipfelgrat der Amselflue verläuft die Grenze zwischen den Gemeinden Arosa und Davos.
Höchster Punkt im felsigen Gipfelgrat ist der Westgipfel, von dem aus Grate nach Westen, Südsüdost und Nordost (zum Ostgipfel) abzweigen. Der 2768 m hohe Ostgipfel überragt die Maienfelder Furgga. Von ihm zweigen der kurze Nordgrat und der langgezogene Südostgrat in Richtung Davos Glaris ab, aus dem der Amselturm markant herausragt. Der Felskamm der Amselflue ist von steilen Geröllhalden umgeben.

## Galerie

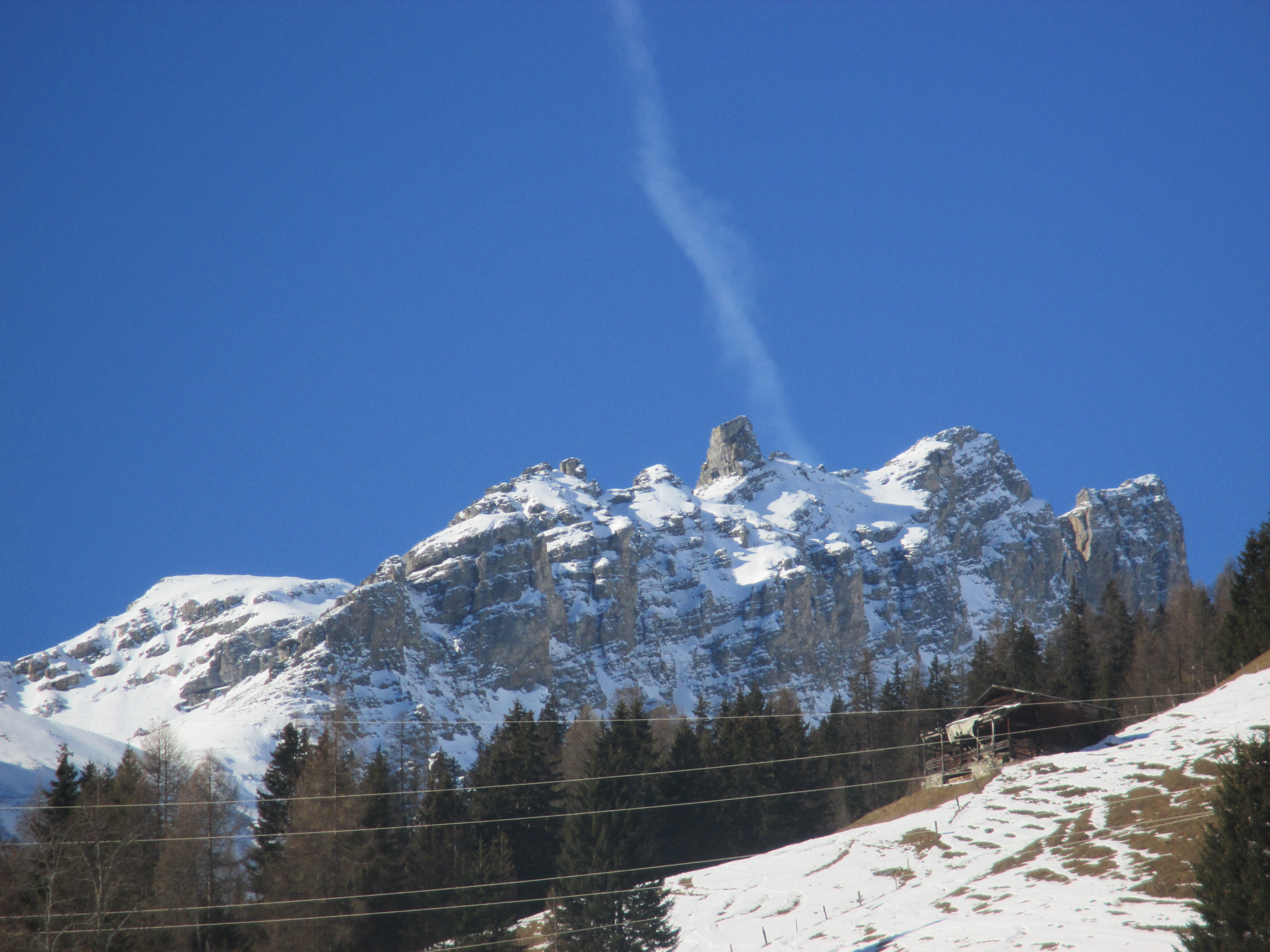
Amselflue von Davos Frauenkirch aus gesehen.
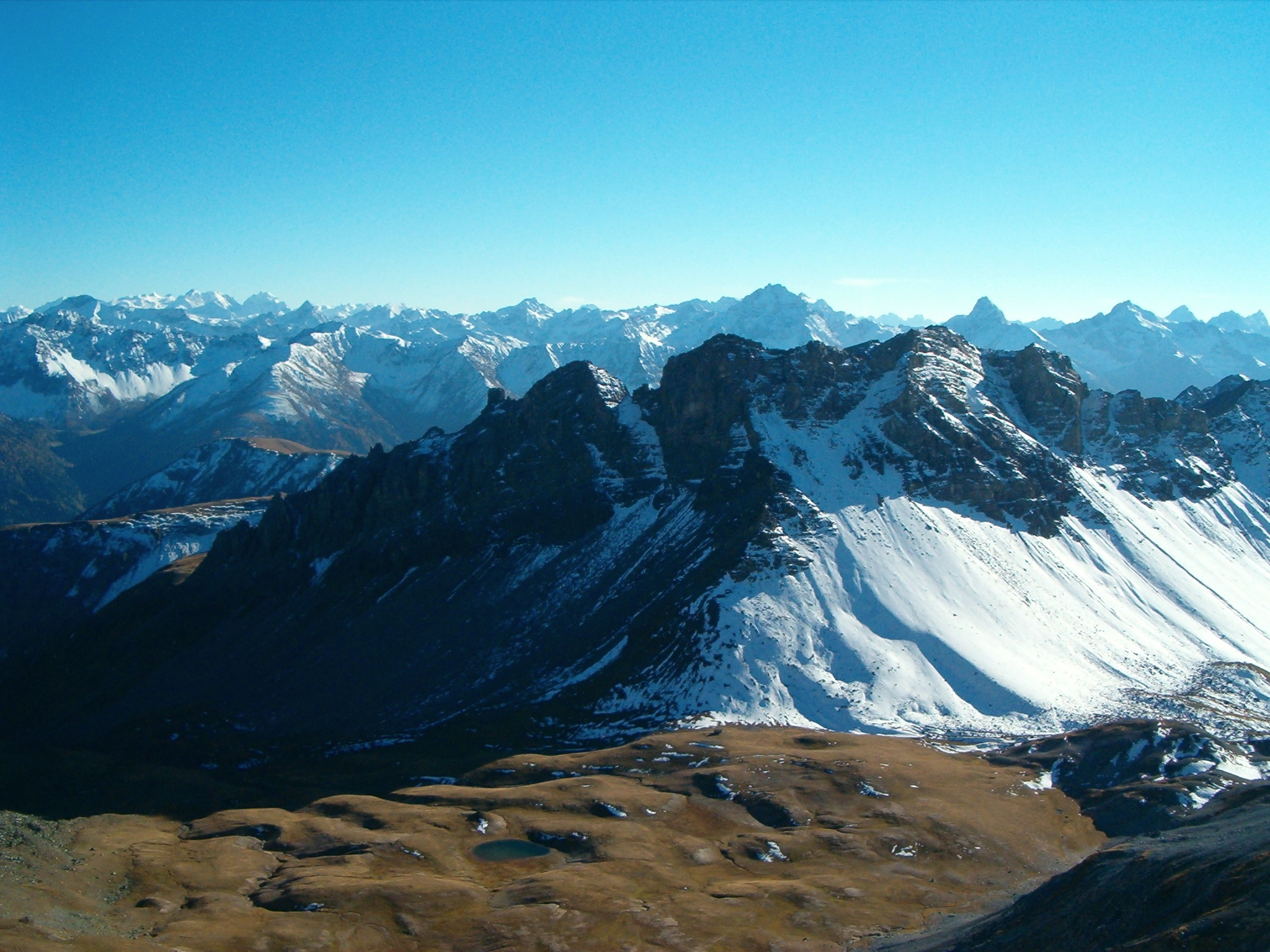
Amselflue von Tiejer Flue aus gesehen.
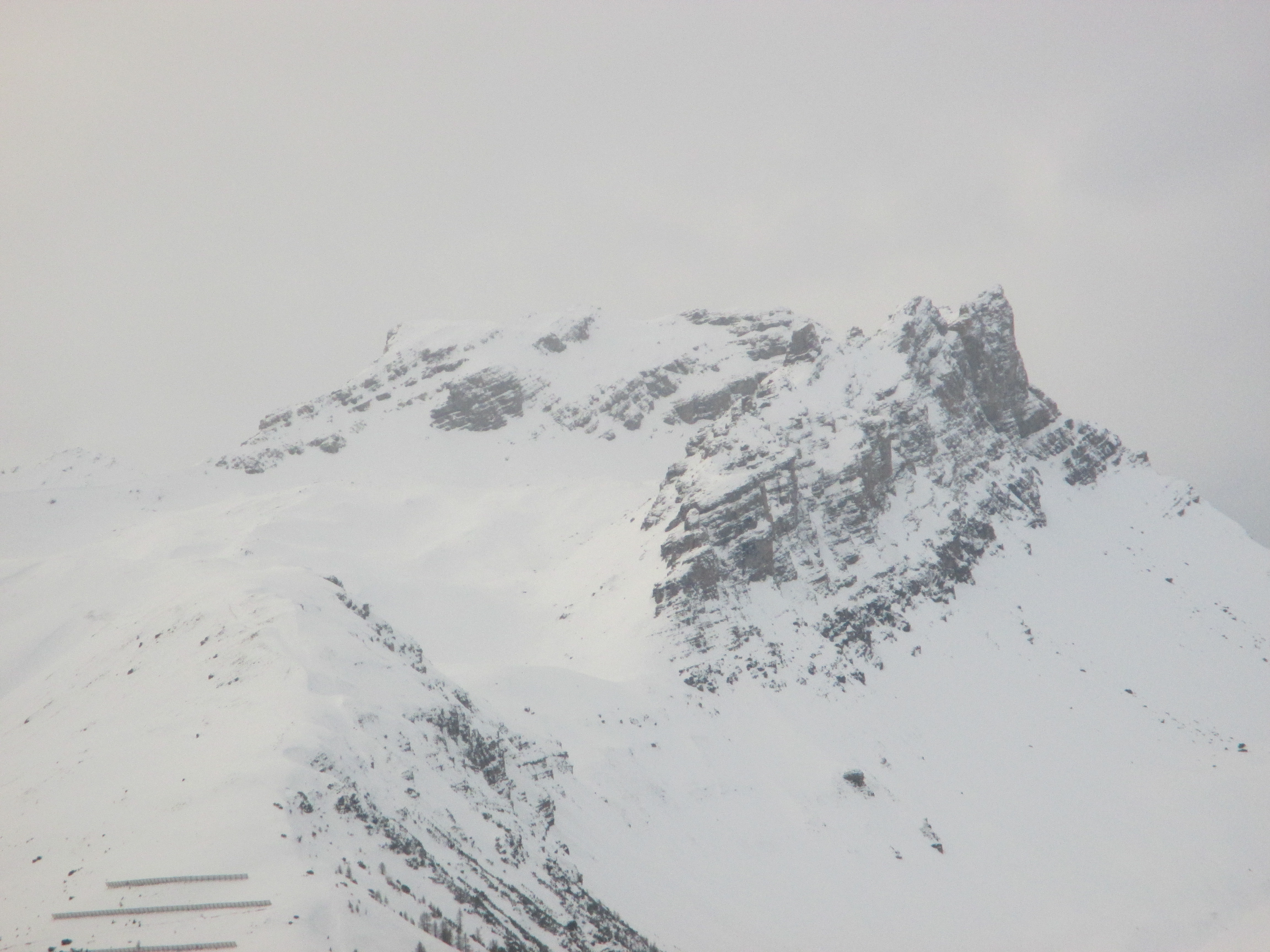
Amselflue vom Rinerhorn aus gesehen.